# 恋花デイズ
『恋花デイズ』（こいばなデイズ）は、オトメイトから2013年6月20日に発売されたPlayStation Portable用女性向け恋愛アドベンチャーゲーム。

## 解説
園芸専門学校を舞台に、フラワーショーでの優勝を目指しつつも、異性との恋愛を楽しむアドベンチャーゲーム。
アドベンチャーゲームパートのほかに、シミュレーションゲームとしての要素も含んでおり、花々を自分の家の庭で育てて登場人物にあげて好感度を上げることができる。なお、アドベンチャーゲームパート内で好感度を上げることも可能である。

### アドベンチャーパート
登場人物にはライバル関係が設定されており、ライバル同士にある二人と親しくなるとバーサスイベントが発生する。また、あるキャラクターのルートへ入ってからほかのキャラクターとの好感度が上がると、片思いへ発展することもある。

## あらすじ
幼少時に祖父から人々の心をつなげる「伝説の花」の存在を聞かされて以来、花好きになった少女・美咲 花。両親の転勤により、彼女は祖父と暮らした町へ戻り、園芸の専門校である鈴ノ森学園へと転入した。その直後、理事長から種を渡され、その種を大事に育てた上でフラワーショーに出場するよう命じられた。かくして、個性的な人々に囲まれた花の学園生活が始まるのであった。

## 登場人物

### 鈴ノ森学園関係者
美咲 花（みさき はな）※名称変更可能
主人公。両親の転勤で祖父と暮らした町へ戻り、鈴ノ森学園育成科2年に編入した。
蘭木 司（あららぎ つかさ）
声 - 岡本信彦
育成科2年生。『蘭の王子様』と呼ばれるほど蘭を育てることに長けているが、植物を金蔓としてしかみておらず、蘭を選んだのも金銭的観点によるものである。
日向 陽太（ひむかい ようた）
声 - 江口拓也
育成科2年生の陽気な男子生徒。運動を得意とする反面、育成の成績は壊滅的なまでに悪い。
百合澤 英士（ゆりさわ えいし）
声 - 柿原徹也
研究科3年生の生徒会長。『白百合の君』と呼ばれるほど優雅な人物に定評があるが、そそっかしい一面もある。
早乙女 椿（さおとめ つばき）
声 - 浪川大輔
アレンジ科3年生の生徒会副会長。自己中心的で毒舌家だが、面倒見がよい。
高丘 菊之介（たかおか きくのすけ）
声 - 木村良平
アレンジ科1年生。『キクちゃん』のあだ名で年上の女性たちからかわいがられている。
菫舘 律人（すみだて りつと）
声 - 代永翼
研究科1年生であるヴィオラの名手。虫が嫌いであるにもかかわらず、音楽と植物の関係性を研究すべく鈴ノ森学園に入学した経緯を持つ。
森 まこと（もり まこと）
声 - 小清水亜美
花の友人。勉強が苦手である反面、園芸への愛は強い。
校長先生
声 - 西村知道
鈴ノ森学園校長。周りを和ませる容姿のためか、皆から親しまれている。
園城寺 響華（えんじょうじ きょうか）
声 - 早見沙織
鈴ノ森学園理事長姉妹の姉の方で、赤いドレスを着ている。
園城寺 麗華（えんじょうじ れいか）
声 - 早見沙織
鈴ノ森学園理事長姉妹の妹の方で、蒼いドレスを着ている。
鈴宮 千尋（すずみや ちひろ）
声 - 阿部敦
育成科2年生で、花の幼馴染。花を第一に考えるため、彼女に悪い虫がつかないよう日々見張っている。
鈴宮 千彰（すずみや ちあき）
声 - 竹本英史
育成科の教師で、千尋の兄。だらしない態度をとることが多い。

### 苫沢農業学園関係者
白川 いちご（しらかわ いちご）
声 - 真堂圭
苫沢農業学園農業科2年生。生徒会長。花達を敵視している。
根岸 育夫（ねぎし いくお）
声 - 前野智昭
苫沢農業学園農業科3年生。生徒会メンバー。いちごの右腕的存在。
栗原 剛（くりはら たけし）
声 - 高橋研二
苫沢農業学園農業科3年生。生徒会メンバー。無口な人物。いちごに対しては忠実でありながら生徒会のブレーキ役でもある。
苫沢 栄吉（とまざわ えいきち）
声 - 松田健一郎
苫沢農業学園理事長で、ストライプのスーツにサングラスと怪しげないでたちをしている。鈴ノ森学園理事長姉妹とは対立関係にある。

## 主題歌
オープニングテーマ「恋つぼみ」
作詞 - 春和文 / 作曲・編曲 - 西岡和哉 / 歌 - Trignal（江口拓也、木村良平、代永翼）
エンディングテーマ「愛の花束」
作詞 - 田中琴乃 / 作曲・編曲 - 河田貴央 / 歌 - 岡本信彦

## 関連商品

### 書籍
- 恋花デイズ アンソロジー（2013年7月1日発売）

執筆陣：風樹みずき/龍華哲/須坂紫那/柳瀬りょう/月本飛鳥/八街潤/秋月壱葉/七白こさこ/岸本さとる/渥美明杵/Carawey
- 恋花デイズ 公式アートブック（2013年8月30日発売）
- 小説 恋花デイズ -Summer blue party-（2013年10月23日発売）

著者：水澤なな、イラスト：平野克幸

### モバイル
- ソーシャルゲームセフィロト〜時の世界樹〜に本作品のキャラクターカードが参戦している。